# Verbundguss
Der Verbundguss ist ein Gussverfahren, bei dem ein einzelnes Gussstück aus verschiedenen Werkstoffen hergestellt wird. Der zweite Werkstoff kann gegossen werden, bevor oder nachdem der erste Werkstoff vollständig erstarrt ist.
Häufig wird ein erstes Gussstück fertiggestellt und anschließend mit einem zweiten Werkstoff im Sandguss, Druckguss oder Kokillenguss umgossen. Da während des Erstarrungsprozesses Schwindung, also eine Verkleinerung des Gussstücks eintritt, entstehen Spannungen im zweiten Gussstück, die für eine mechanische Verbindung der beiden Gussteile sorgen. Eine Vermischung der beiden Metalle zu einer Legierung tritt im Regelfall nicht ein, kann jedoch durch gezielte Vorbehandlung, beispielsweise mit Salzen, erreicht werden. 